# Jarchinio Antonia
Jarchinio Antonia (Amsterdam, 27 dicembre 1990) è un calciatore olandese, centrocampista dell'Ajax Amateurs.

## Carriera

### Club
Ha giocato nella massima serie del campionato olandese con ADO Den Haag, Go Ahead Eagles e FC Groningen.

### Nazionale
Dal 2016 gioca per la selezione di Curaçao.

## Palmarès

### Club

#### Competizioni nazionali
- Coppa dei Paesi Bassi: 1

Groningen: 2014-2015
- Coppa di Cipro: 1

AEL Limassol: 2018-2019
- Eerste Divisie: 1

Cambuur: 2020-2021